# Bulbothrix oliveirai
Bulbothrix oliveirai är en lavart som beskrevs av A. Fletcher. Bulbothrix oliveirai ingår i släktet Bulbothrix och familjen Parmeliaceae.   Inga underarter finns listade i Catalogue of Life.